# Дрищів (Польща)
Дрищів (пол. Dryszczów, Дрищув) — село в Польщі, у гміні Жмудь Холмського повіту Люблінського воєводства. Населення — 153 особи (2011).

## Історія
За даними етнографічної експедиції 1869—1870 років під керівництвом Павла Чубинського, у селі здебільшого проживали греко-католики, які розмовляли українською мовою.
У 1943—1944 роках польські шовіністи вбили в селі 4 українців.
У 1975—1998 роках село належало до Холмського воєводства.

## Населення
Демографічна структура станом на 31 березня 2011 року:
|          | Загалом | Допрацездатний вік | Працездатний вік | Постпрацездатний вік |
| -------- | ------- | ------------------ | ---------------- | -------------------- |
| Чоловіки | 84      | 19                 | 57               | 8                    |
| Жінки    | 69      | 16                 | 38               | 15                   |
| Разом    | 153     | 35                 | 95               | 23                   |